# Burgkapelle Trips
Die ökumenische Burgkapelle Trips befindet sich in dem in der Stadt Geilenkirchen gelegenen Schloss Trips.
Die Andachtsraum genannte Kapelle wurde 2003 mit der Umnutzung der Schlossanlage zum Alten- und Pflegeheim durch die Franziskusheim gGmbH eingerichtet und wird für Gottesdienste römisch-katholischer und evangelischer Konfession genutzt. Der Raum befindet sich im Dachgeschoss einer der beiden Vorburgen neben dem sogenannten Burgsaal. Die Wände sind dachbedingt mit einer leichten Schräge versehen. Ein kleiner Altar, eine Skulptur der Hl. Familie, eine Madonna mit Kind und eine Osterkerze gehören zur Ausstattung des Raumes.
Auf einem Nachbarflügel befindet sich über einer Tordurchfahrt ein Dachreiter. Dieser dient zugleich als Glockenstuhl, in dem sich früher einmal zwei Glocken befanden, welche vermutlich im Zweiten Weltkrieg abhandengekommen sind. Die heutigen Eigentümer der Anlage, Maria und Franz Davids, beauftragten den Glockengießermeister Simon Laudy aus Groningen mit der Fertigung einer neuen Glocke. Dieser machte das in der heutigen Zeit ungewöhnliche Angebot, die Glocke nicht in seiner Werkstatt, sondern vor Ort zu gießen. Am 20. Oktober 2012 wurde die Glocke im Park der Burg, im Beisein vieler Hausbewohner und Zuschauer, gegossen. Der Domkapitular Propst Albert Honings erteilte dem Glockenguss den kirchlichen Segen. Die Glocke schlägt nun im Ton c''' oder c3.

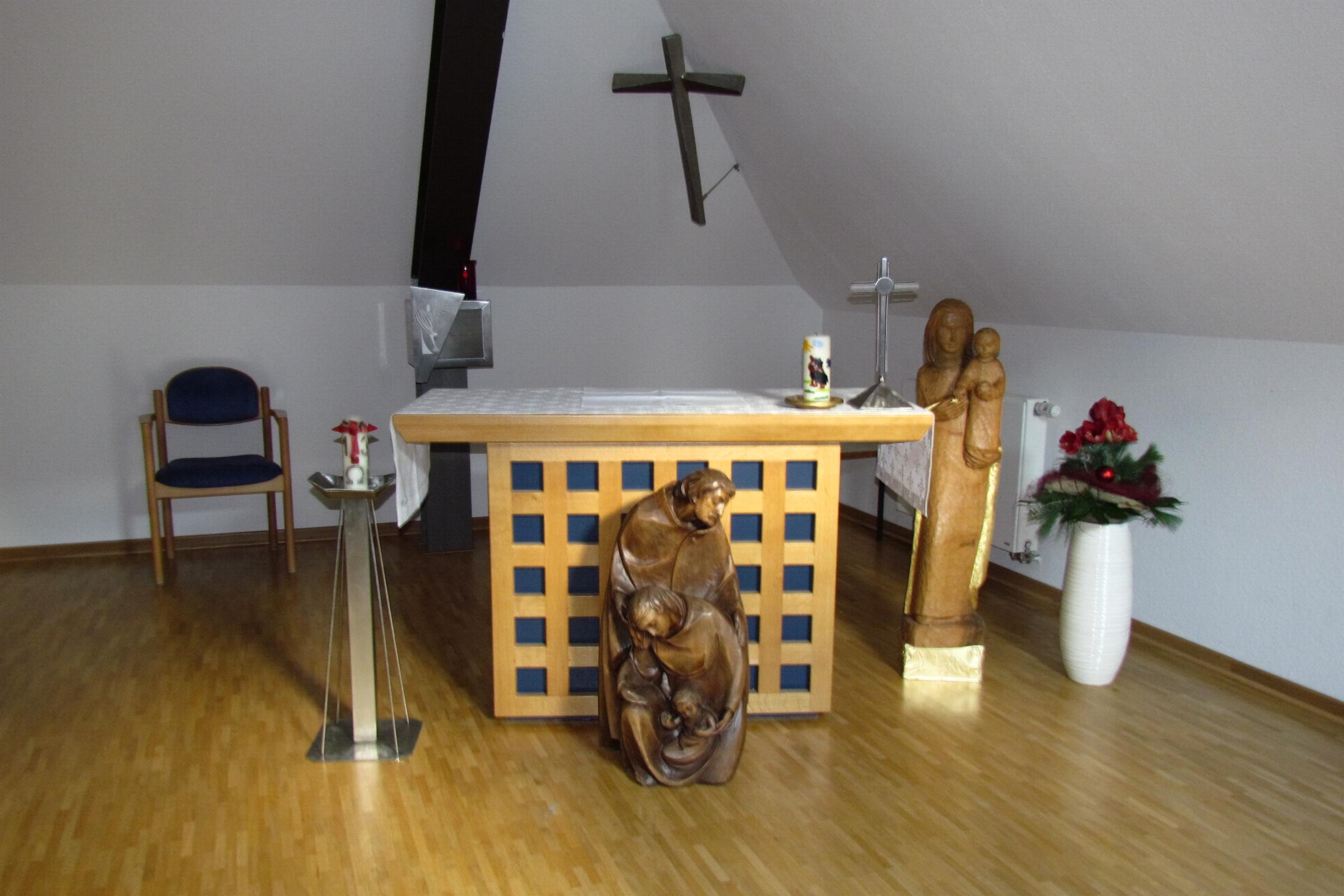
Andachtsraum
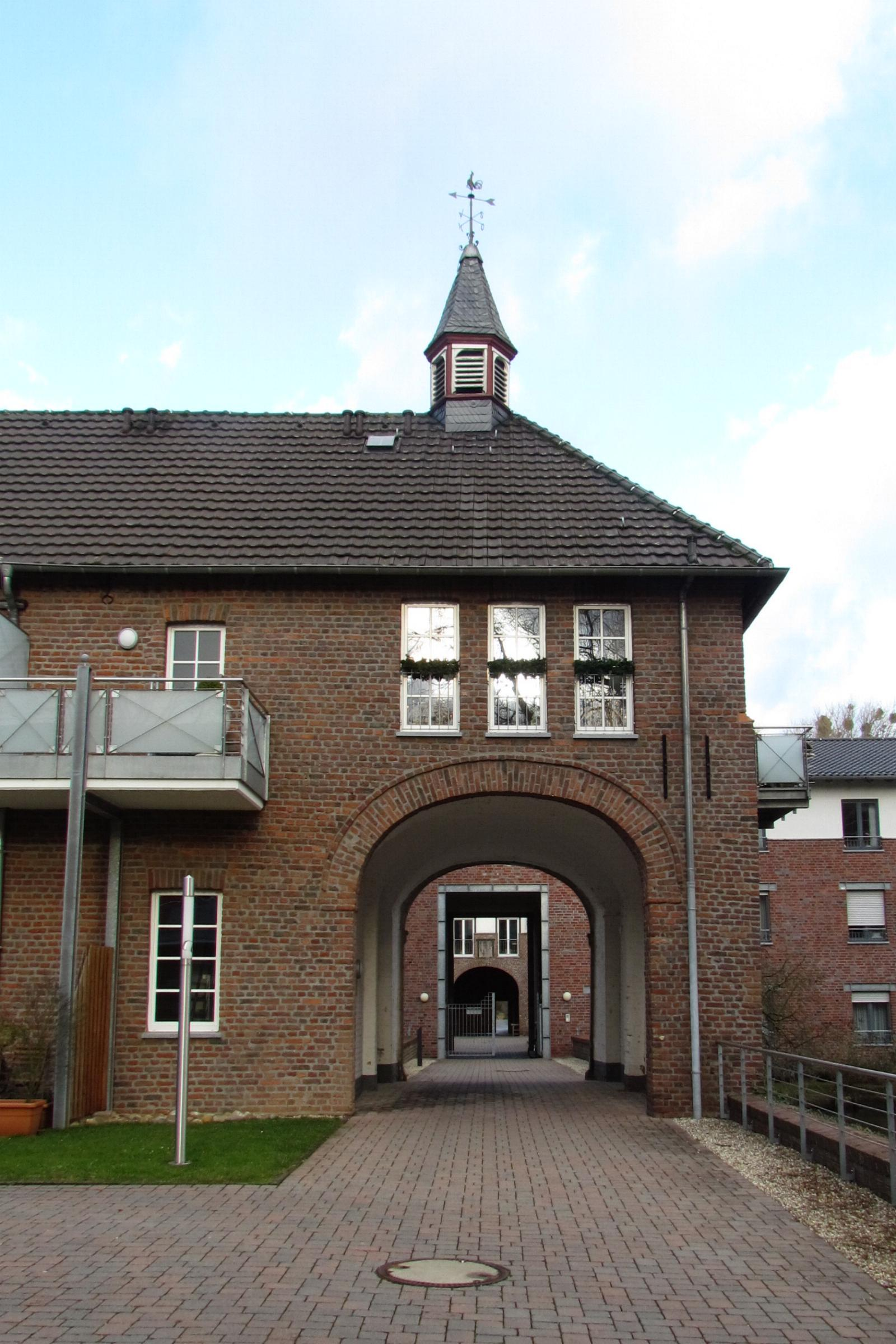
Tordurchfahrt und Dachreiter
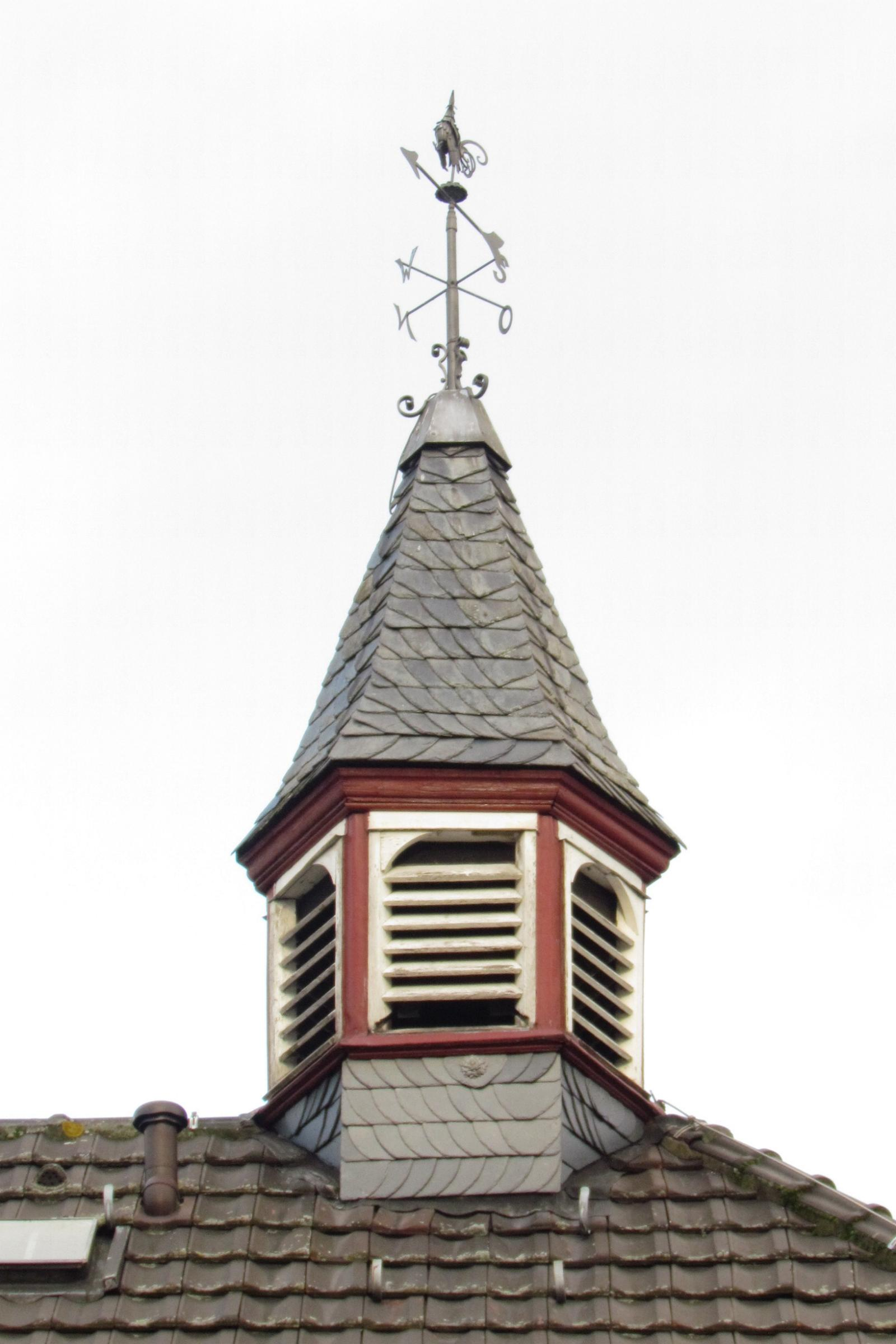
Dachreiter mit Glockenstuhl